# Aeroportul Coronation
Aeroportul Coronation (IATA: YCT, ICAO: CYCT) este un aeroport din Alberta, Canada.
Situat la o altitudine de 791 m, aeroportul dispune de o singură pistă.